# Hatzegopteryx
Hatzegopteryx – rodzaj olbrzymiego pterozaura z rodziny azdarchidów (Azhdarchidae) żyjącego w późnej kredzie na terenie współczesnej Europy. Znany jest z niekompletnego szkieletu obejmującego fragment czaszki, niekompletną lewą kość ramienną oraz niezidentyfikowane kości należące do jednego osobnika. Holotyp (FGGUB R1083) odkryto w datowanych na późny mastrycht osadach formacji Densuş-Ciula na północnym zachodzie Basenu Hațeg w Siedmiogrodzie. Nazwa rodzajowa pochodzi od miejsca znalezienia szczątków oraz greckiego słowa pteros, oznaczającego skrzydło, zaś gatunkowa gatunku typowego, Hatzegopteryx thambema – od greckiego słowa thambema („potwór”) i odnosi się do ogromnych rozmiarów pterozaura.
Hatzegopteryx cechował się bardzo dużymi rozmiarami oraz masywnie zbudowanymi kośćmi czaszki. Buffetaut i współpracownicy oszacowali jego rozpiętość skrzydeł na ponad dwanaście metrów, co czyniłoby z Hatzegopteryx największego znanego pterozaura. Witton i Habib stwierdzili jednak, że długość kości ramiennej, na podstawie której rozpiętość skrzydeł oceniono na ponad 12 m, wynosi nie 90, lecz 80 cm, czyli tyle, ile u kecalkoatla. Autorzy stwierdzili również, że nie ma dowodów, by pterozaury te przekraczały 10–11 m rozpiętości skrzydeł. Czaszka Hatzegopteryx mierzyła niemal trzy metry długości i jest jedną z największych czaszek zwierząt żyjących poza wodą. Masywne kości dzioba odróżniają Hatzegopteryx od większości innych pterozaurów, których kości były smukłe i wydłużone. Buffetaut i współpracownicy sugerują, że aby umożliwić lot masa czaszki musiała zostać zredukowana poprzez wewnętrzną strukturę kości, w których znajdowały się liczne bruzdki i wydrążenia, długości około 10 mm oddzielone macierzą od niezwykle cienkich kostnych beleczek (trabeculae) – cecha ta występowała także w niektórych kościach skrzydła Hatzegopteryx.
W górnokredowych osadach Siedmiogrodu w zachodniej Rumunii odnaleziono liczne skamieniałości kręgowców, m.in. płazów, żółwi, krokodyli, ssaków oraz jaj dinozaurów, jednak zaledwie kilka średniej wielkości pterozaurów o bliżej nieustalonym pokrewieństwie. Początkowo sugerowano, że azdarchidy, jak większość pterozaurów, prowadziły tryb życia podobny do brzytwodziobów, latając nad powierzchnią wody i łowiąc ryby, jednak nowsze badania sugerują, że azdarchidy żyły w większej odległości od mórz. Około połowa szczątków azdarchidów, w tym również Hatzegopteryx thambema, została odnaleziona w osadach kontynentalnych, co wspiera hipotezę o ich bardziej niż w przypadku innych pterozaurów lądowym trybie życia. Według Wittona i Naisha budowa kończyn i szyj azdarchidów wskazuje, że żywiły się głównie na lądzie, łapiąc niewielkie zwierzęta – podobnie jak współczesne bociany z rodzaju Ciconia. Odnalezienie mierzącego ponad siedem metrów szlaku tropów azdarchida także wspiera tę teorię.

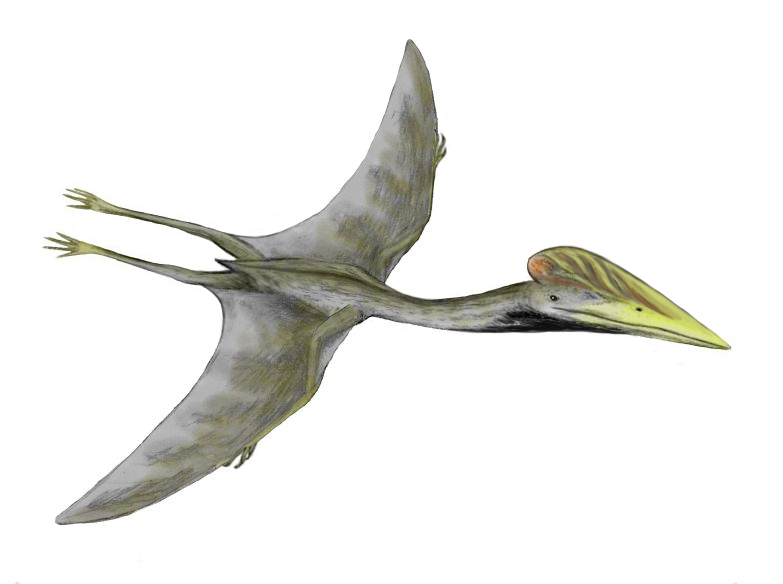